# (74355) 1998 WJ12
(74355) 1998 WJ12 – planetoida z pasa głównego asteroid okrążająca Słońce w ciągu 5,19 lat w średniej odległości 3 j.a. Odkryta 21 listopada 1998 roku.